# Вир при Стични
Вир при Стични (словен. Vir pri Stični) је насељено место у општини Иванчна Горица, Средњесловенска регија, Словенија.

## Историја
До територијалне реорганизације у Словенији био је у саставу старе општине Гросупље.

## Становништво
У попису становништва из 2011. године, Вир при Стични је имао 454 становника.
| Број становника према пописима | Број становника према пописима | Број становника према пописима |
| ------------------------------ | ------------------------------ | ------------------------------ |
| 1991                           | 2002                           | 2011                           |
| 272                            | 383                            | 454                            |

Напомена: До 1953. исказивано под именом Вир.